# لندن لايتنينغ
لندن لايتنينغ (بالإنجليزية: London Lightning)‏ هو فريق كرة سلة كندي للمحترفين تأسس في سنة 2011 يقع مقره في لندن. يلعب في دوري كندا الوطني لكرة السلة. من لاعبيه غاريت ويليامسون.

## وصلات خارجية
- الموقع الرسمي